# Tant Fridas stig

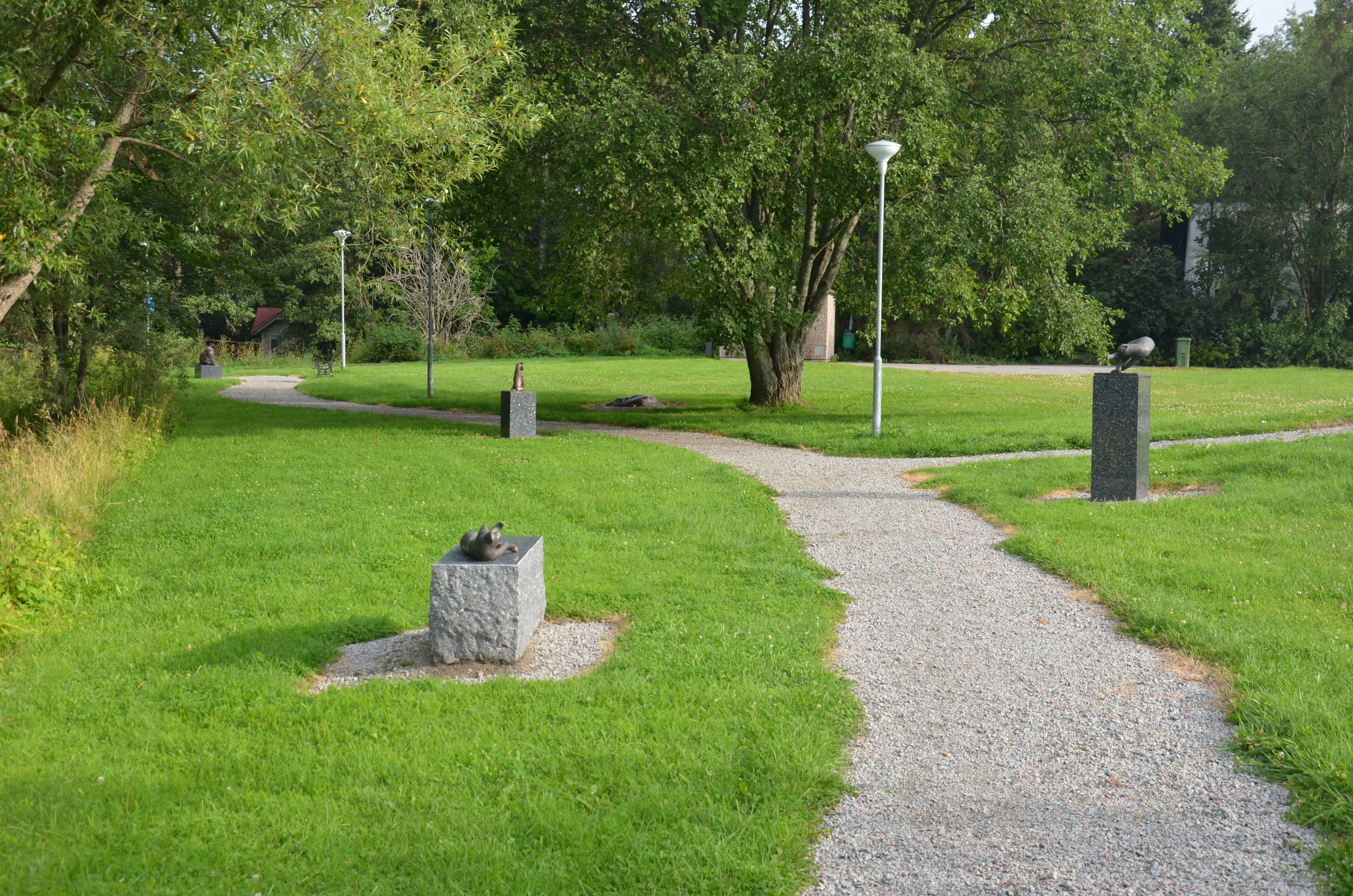
Tant Fridas stig

Tant Fridas stig är en skulpturpark i Heby i Uppland.
Tant Fridas stig ligger vid Heby tegelbruksmuseum och sträcker sig utmed Örsundaån. Utmed skulpturstråket och vid tegelbruksmuseet finns tio djurskulpturer (åtta hundar och två katter) av Sonja Petterson. Skulpturparken anlades år 2007 av Heby kommun i samarbete med konstnärerna Sonja Pettersson och Å C Danell och med Sala Sparbank.
I området låg tidigare bland annat huset Hebybro, som ägdes av "tant" Frida. Sonja Pettersson växte upp i villan Fagerudd i närheten av Hebybro. Tant Fridas stig är hennes hyllning till tant Frida, som hon har lyckliga barndomsminnen av.

## Fotogalleri

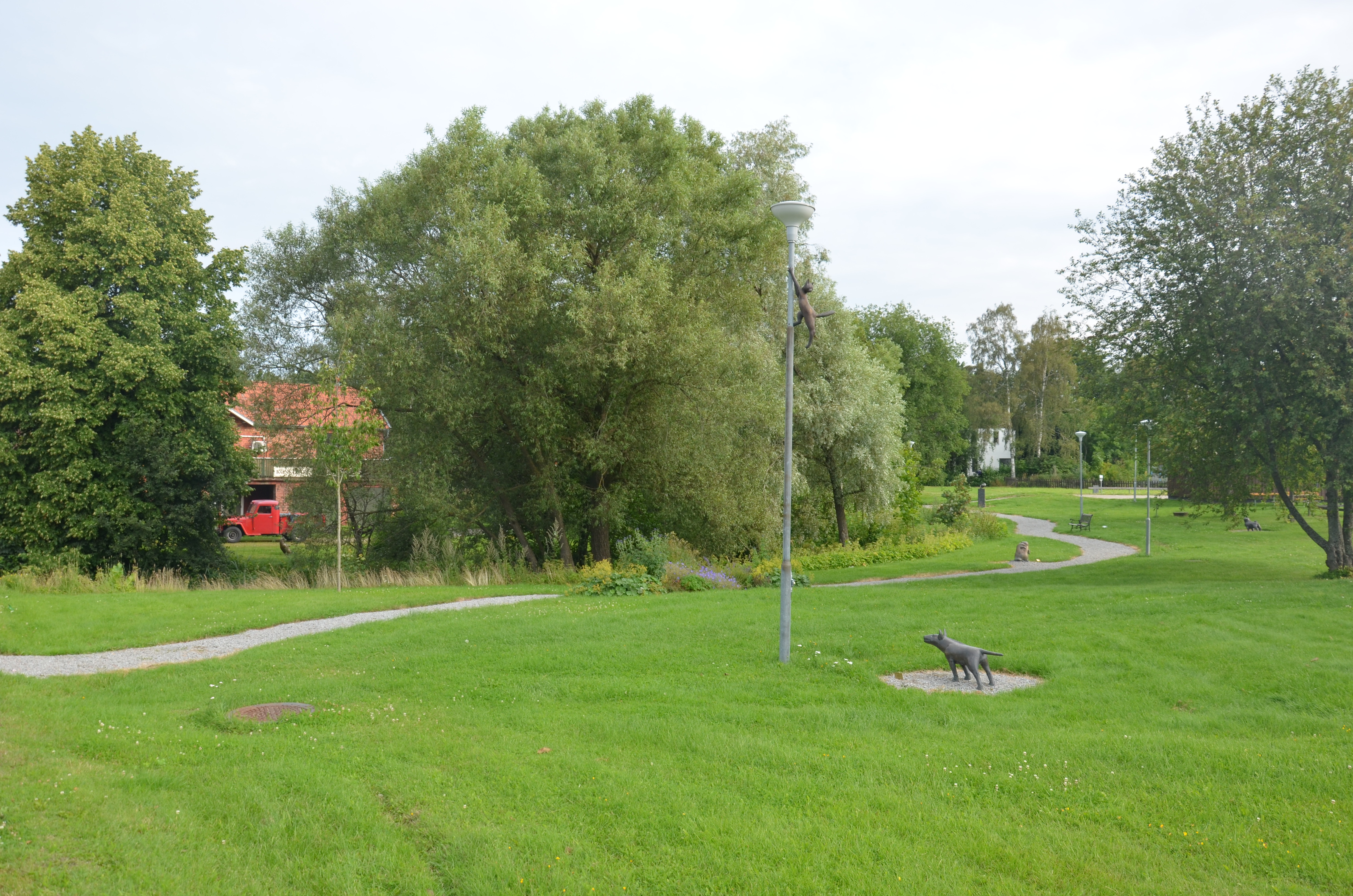
Stigens södra ända
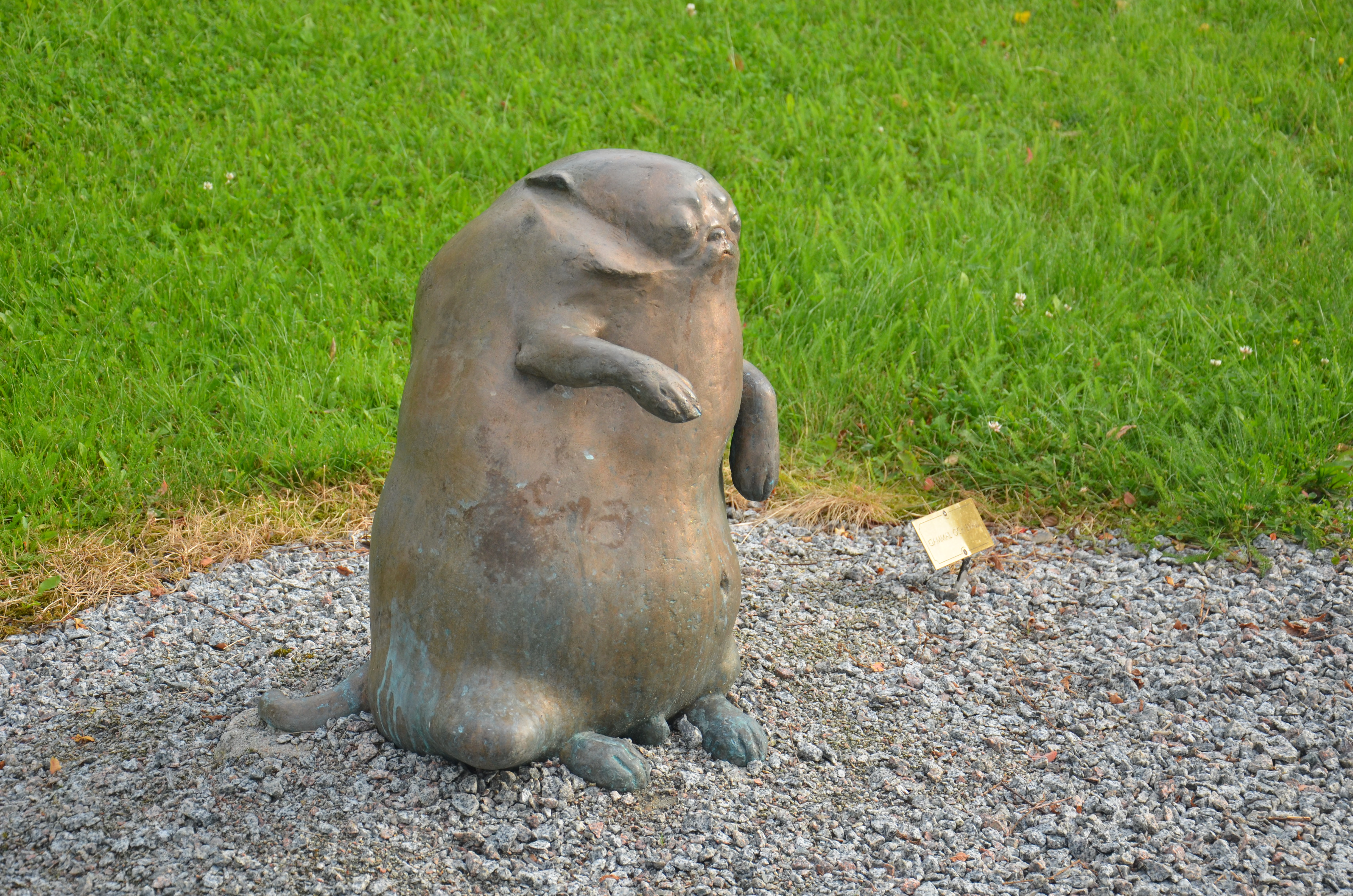
Gammal och snäll
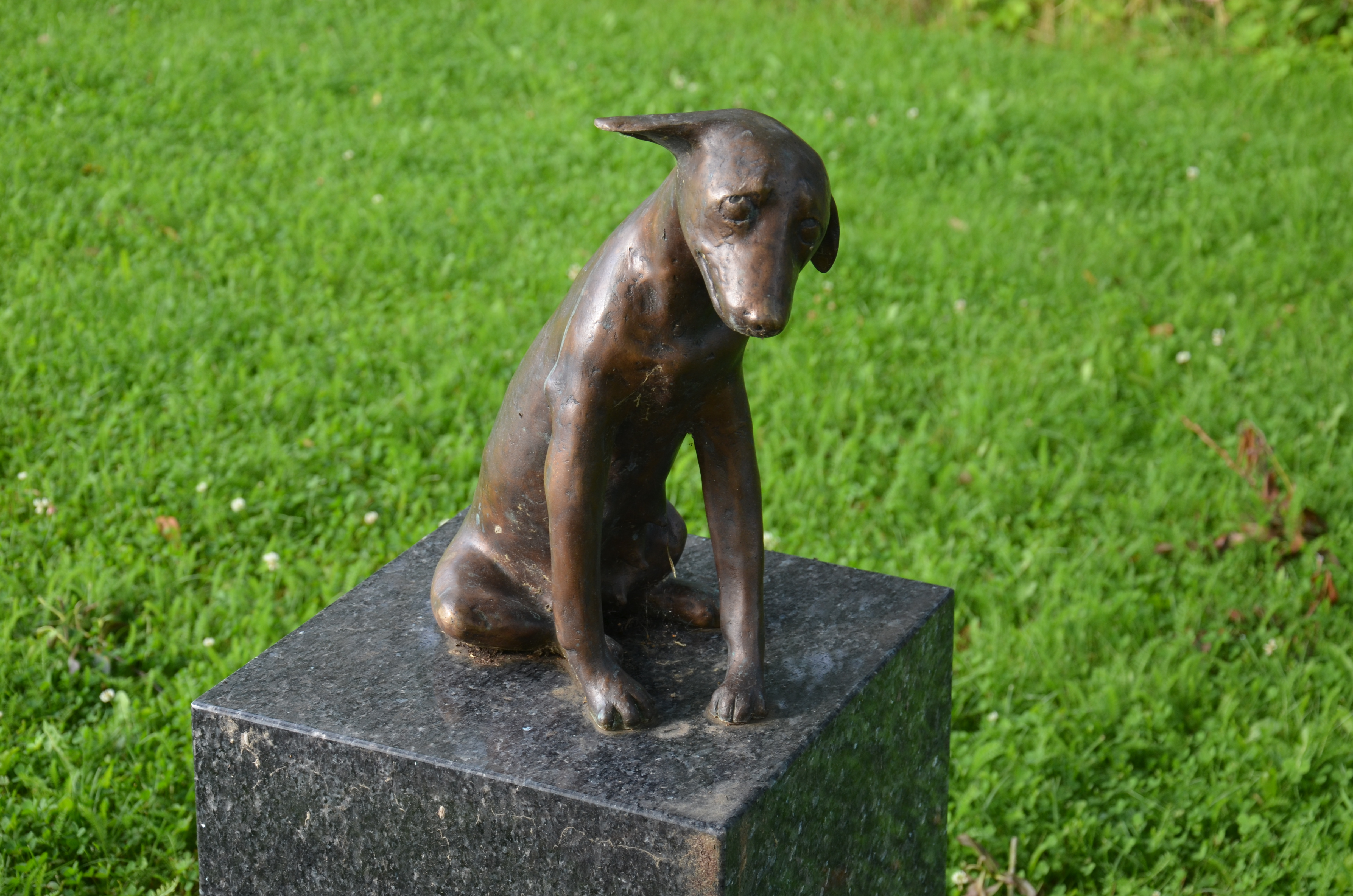
Husbondens röst
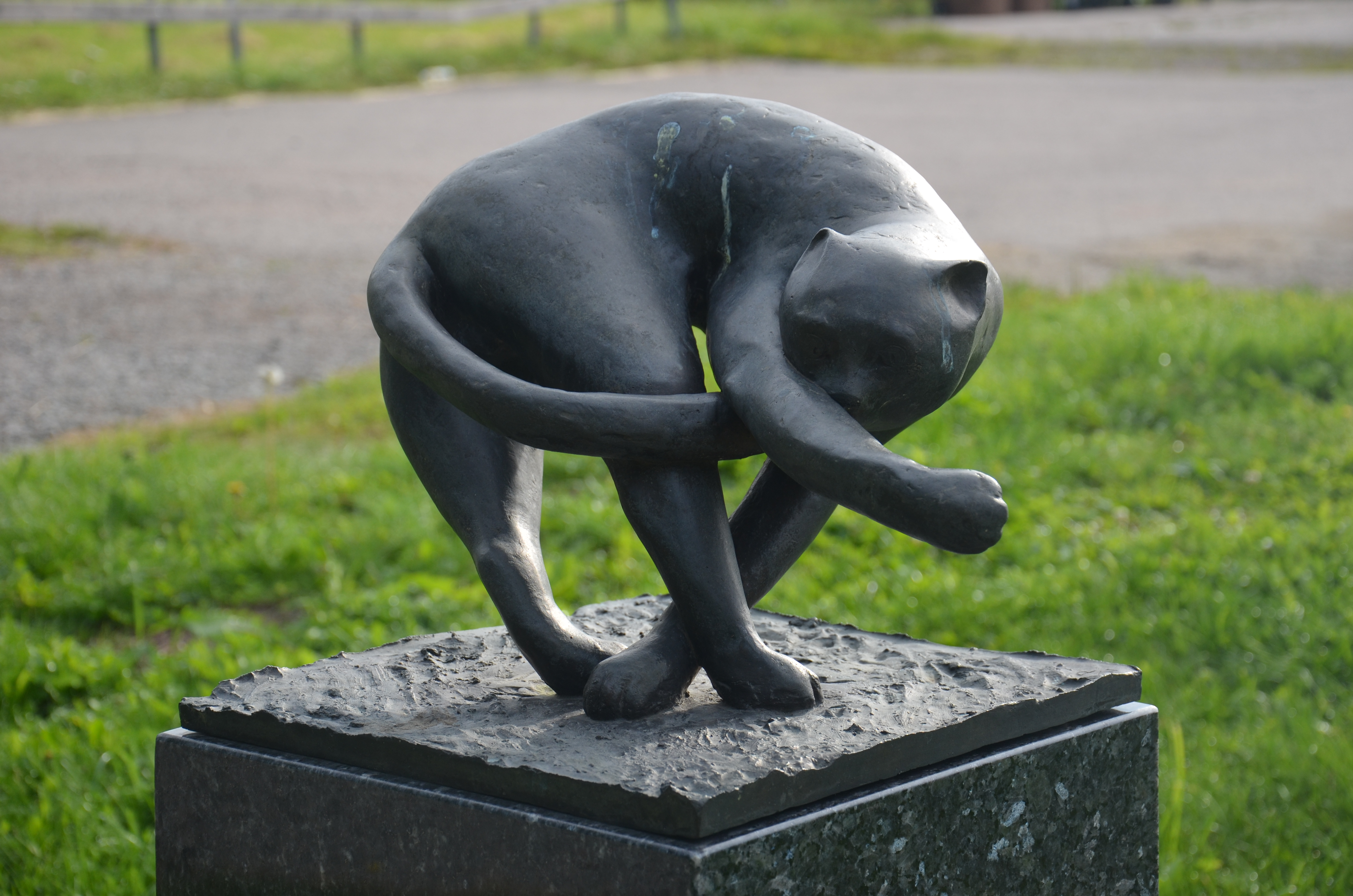
Kattknut
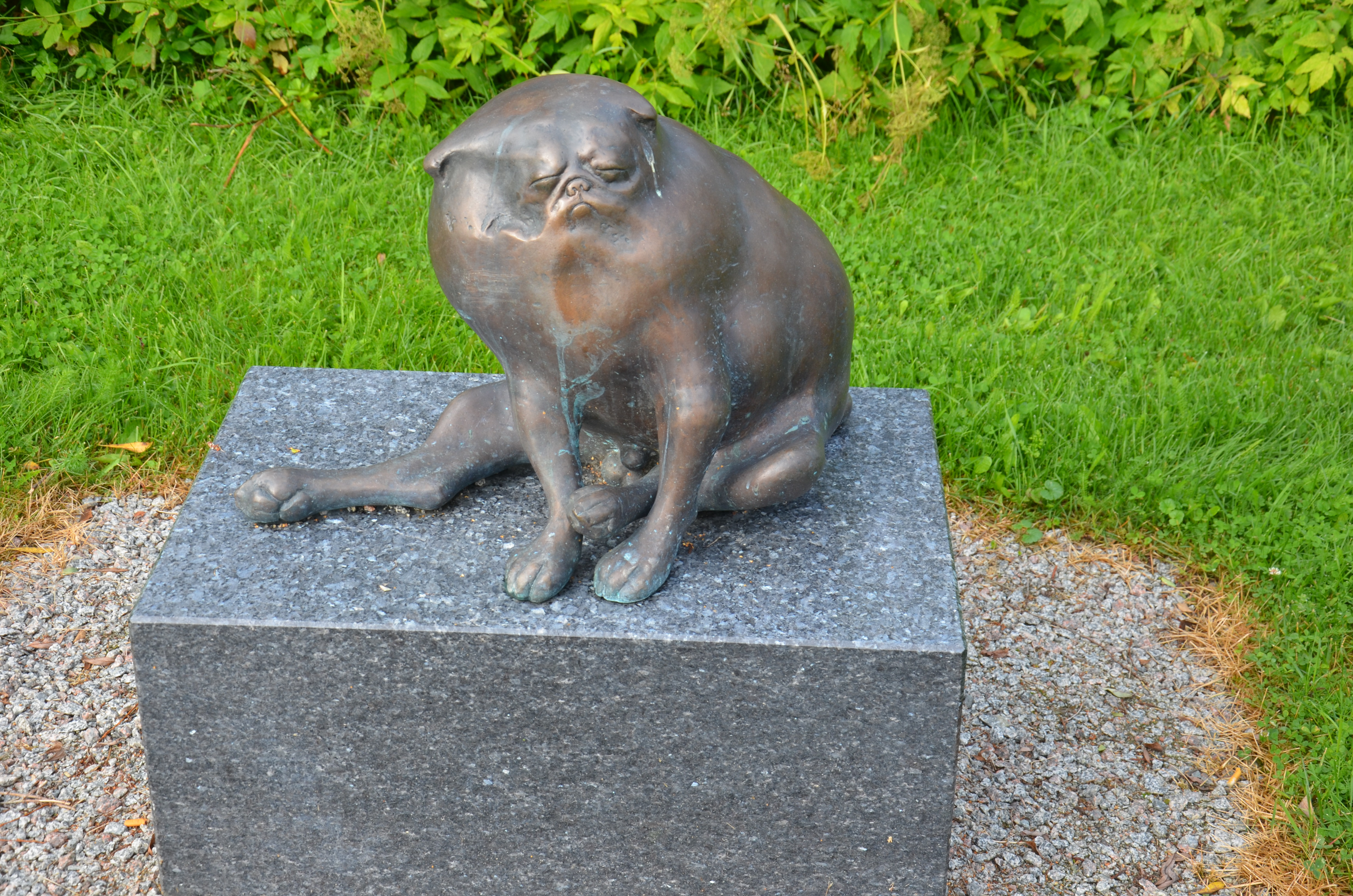
Kråkan
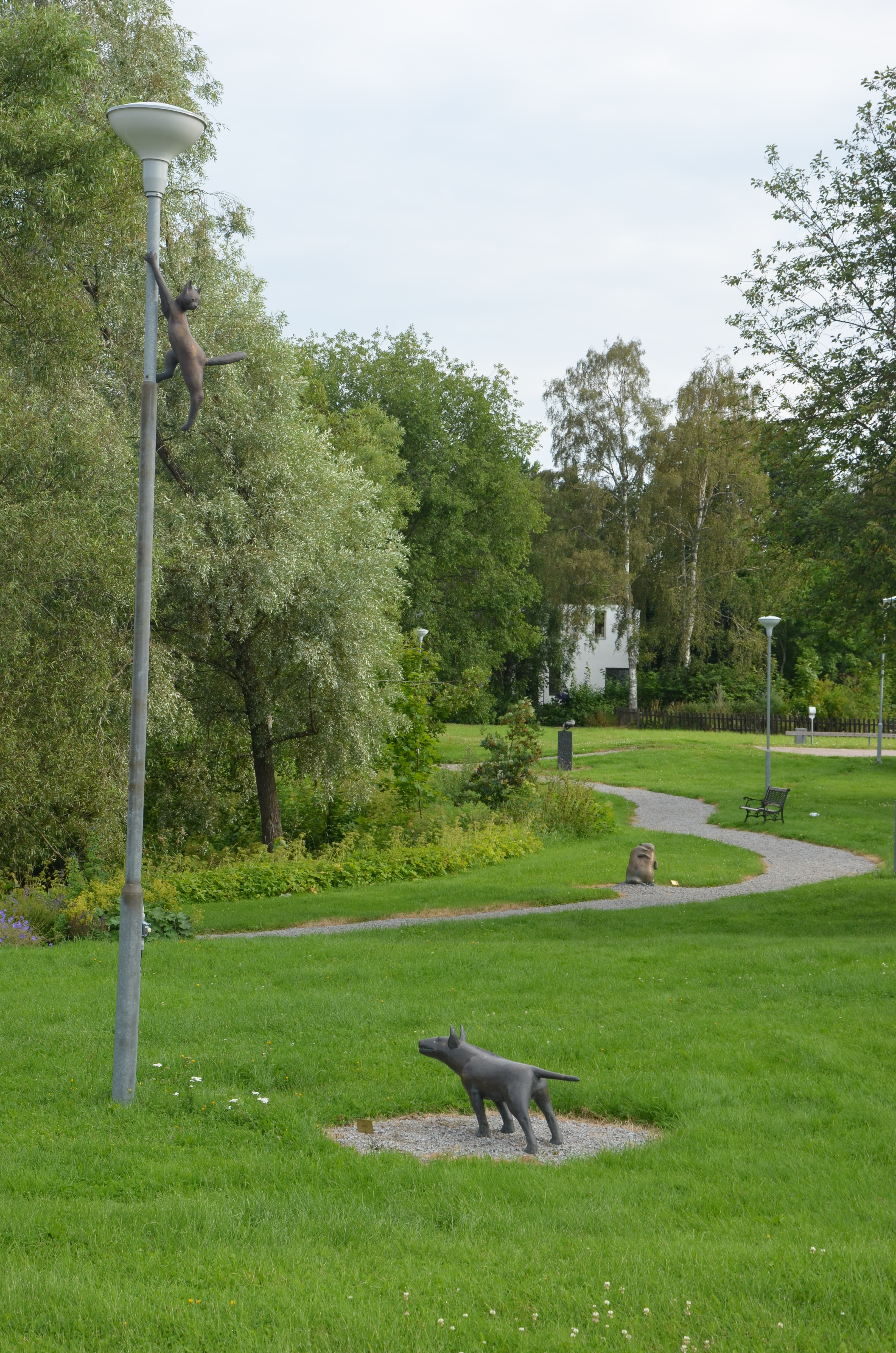
Medusen
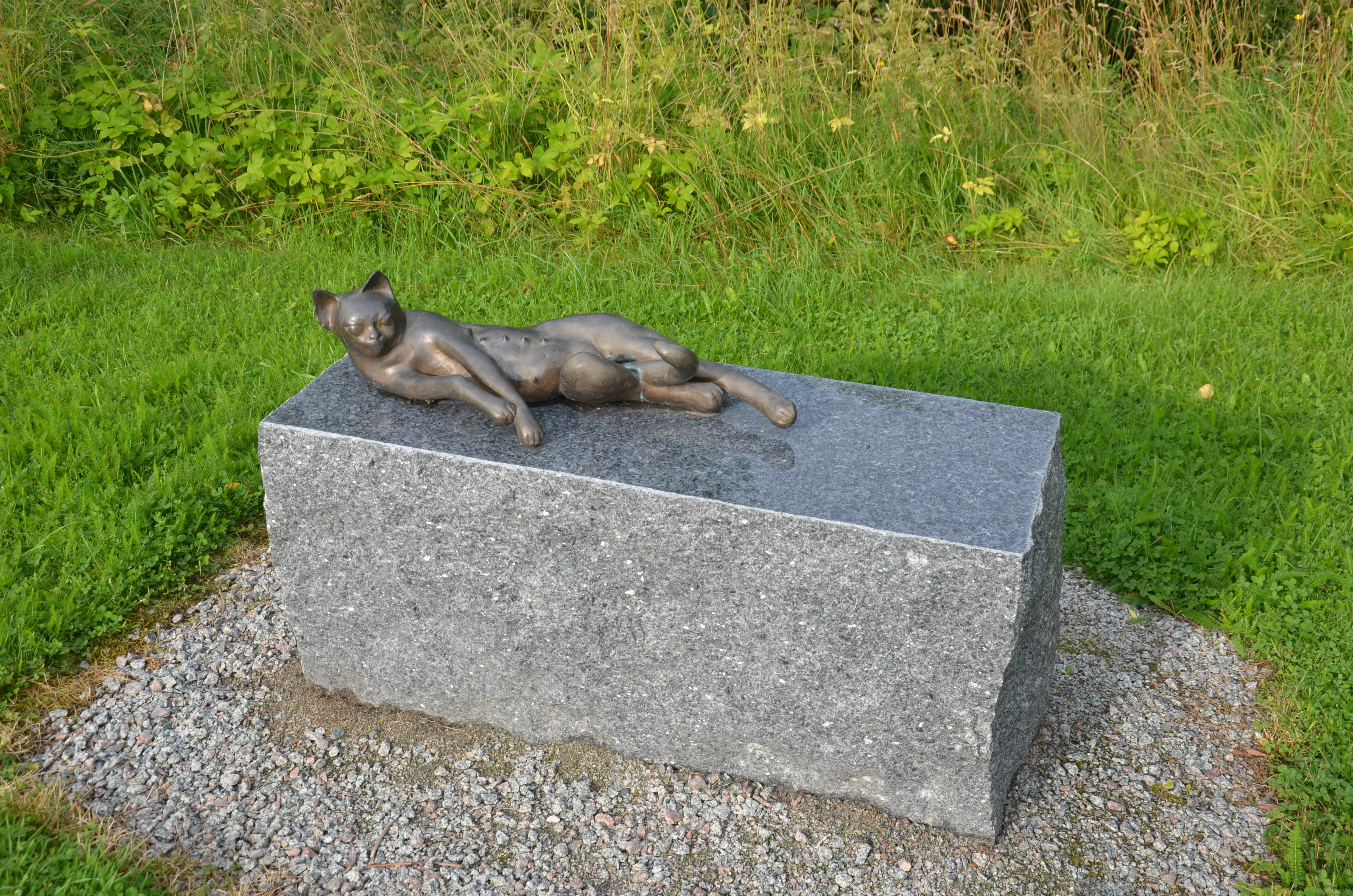
Snurran
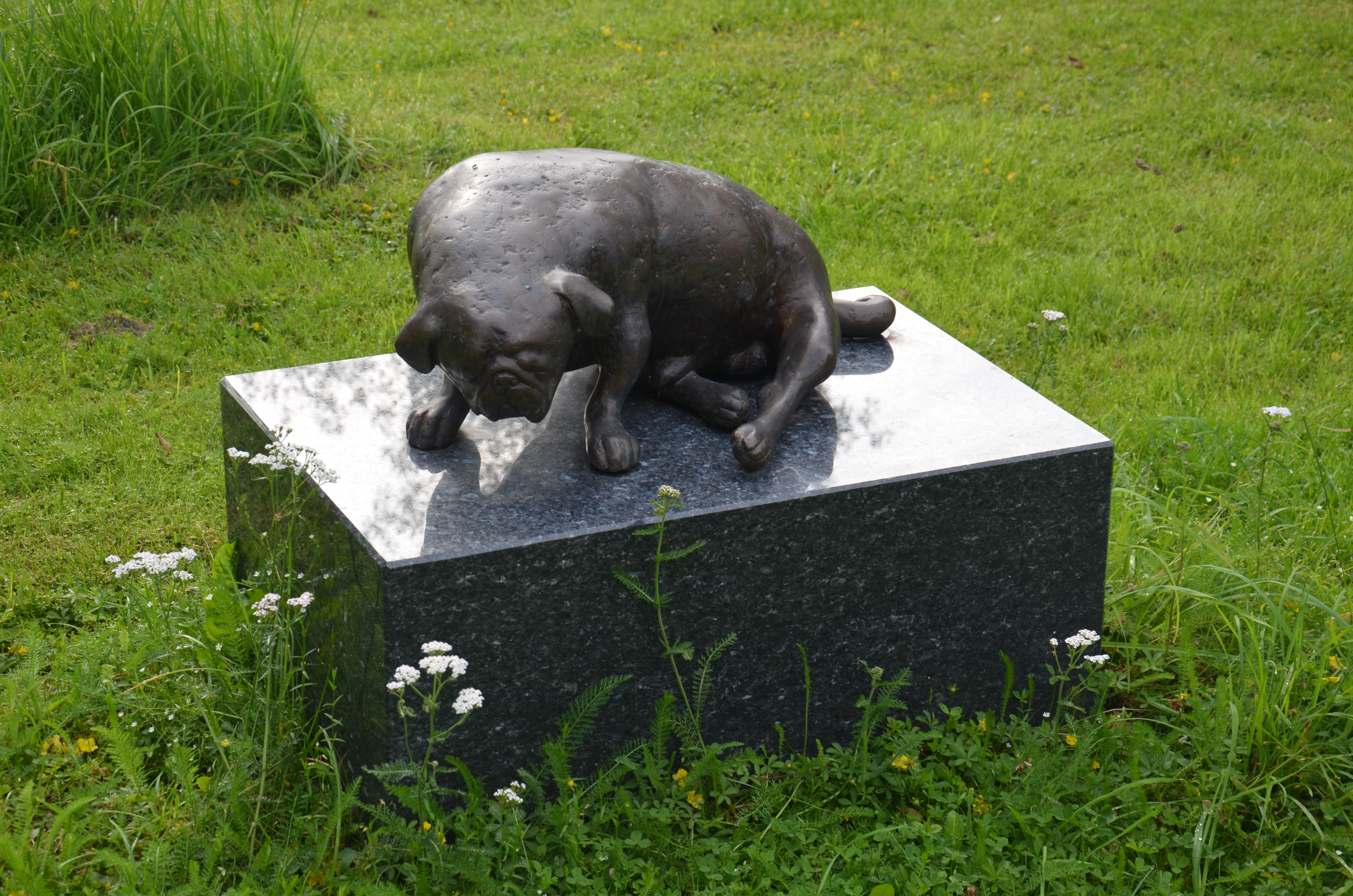
Caesar
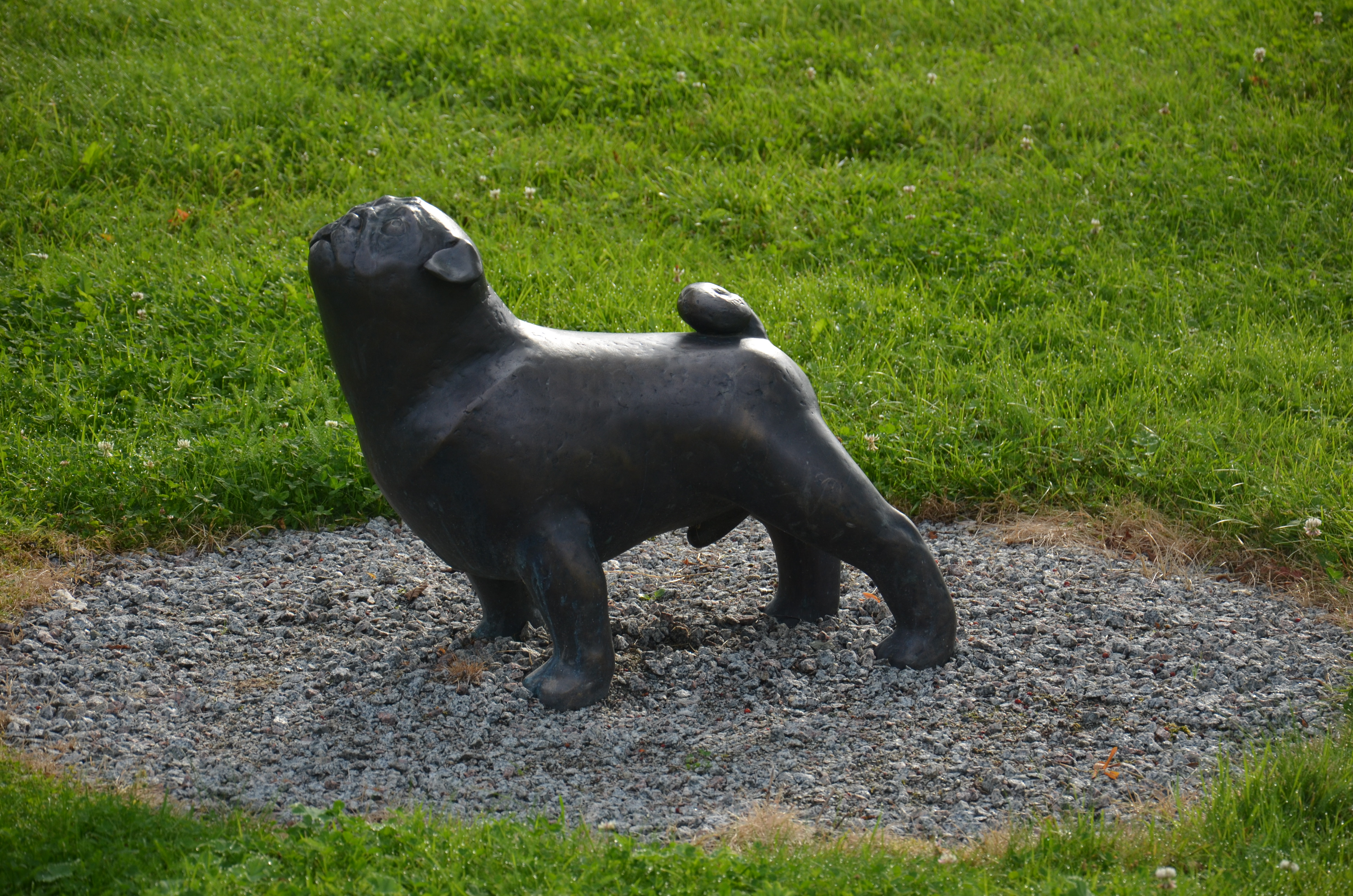
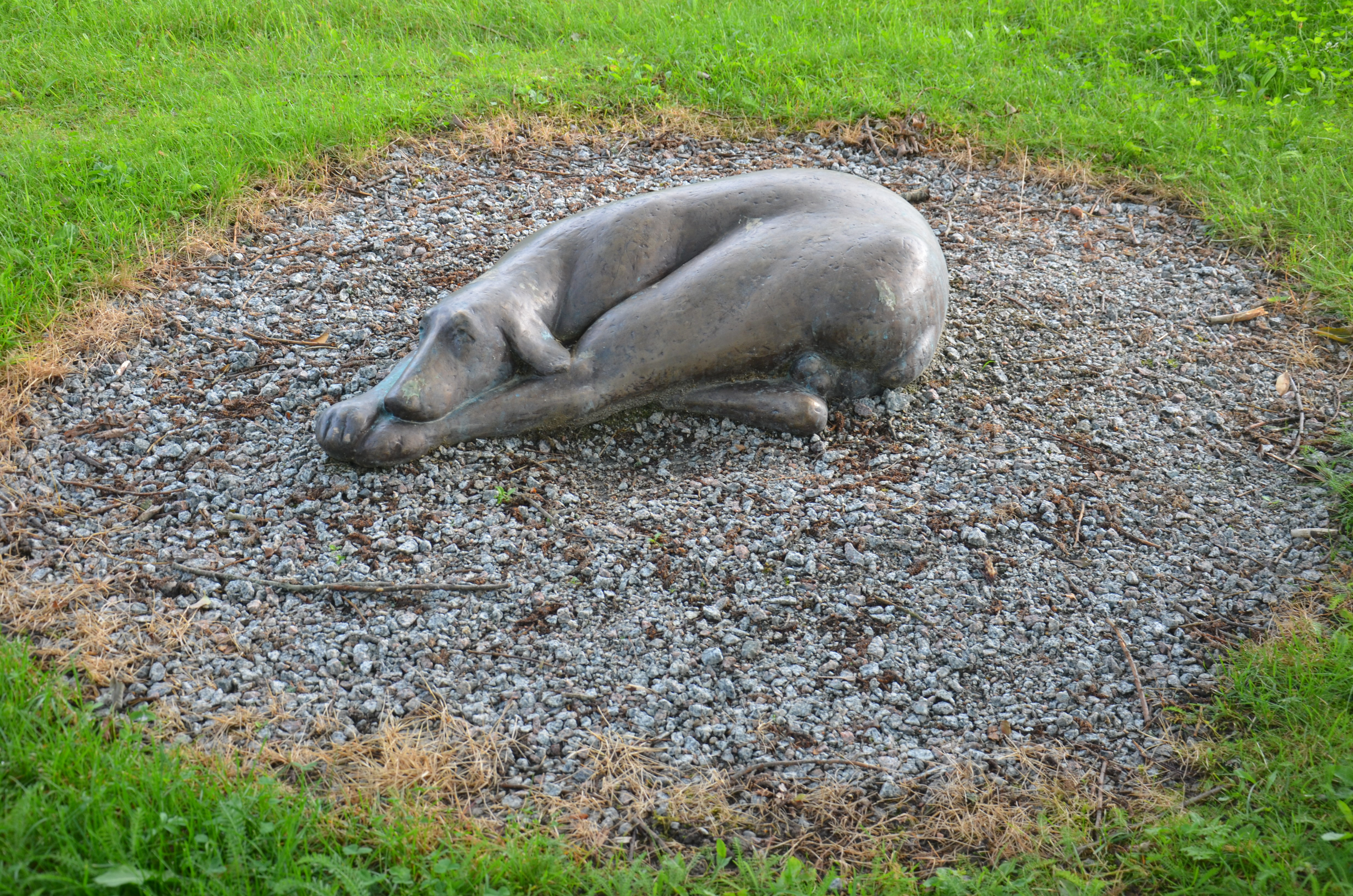
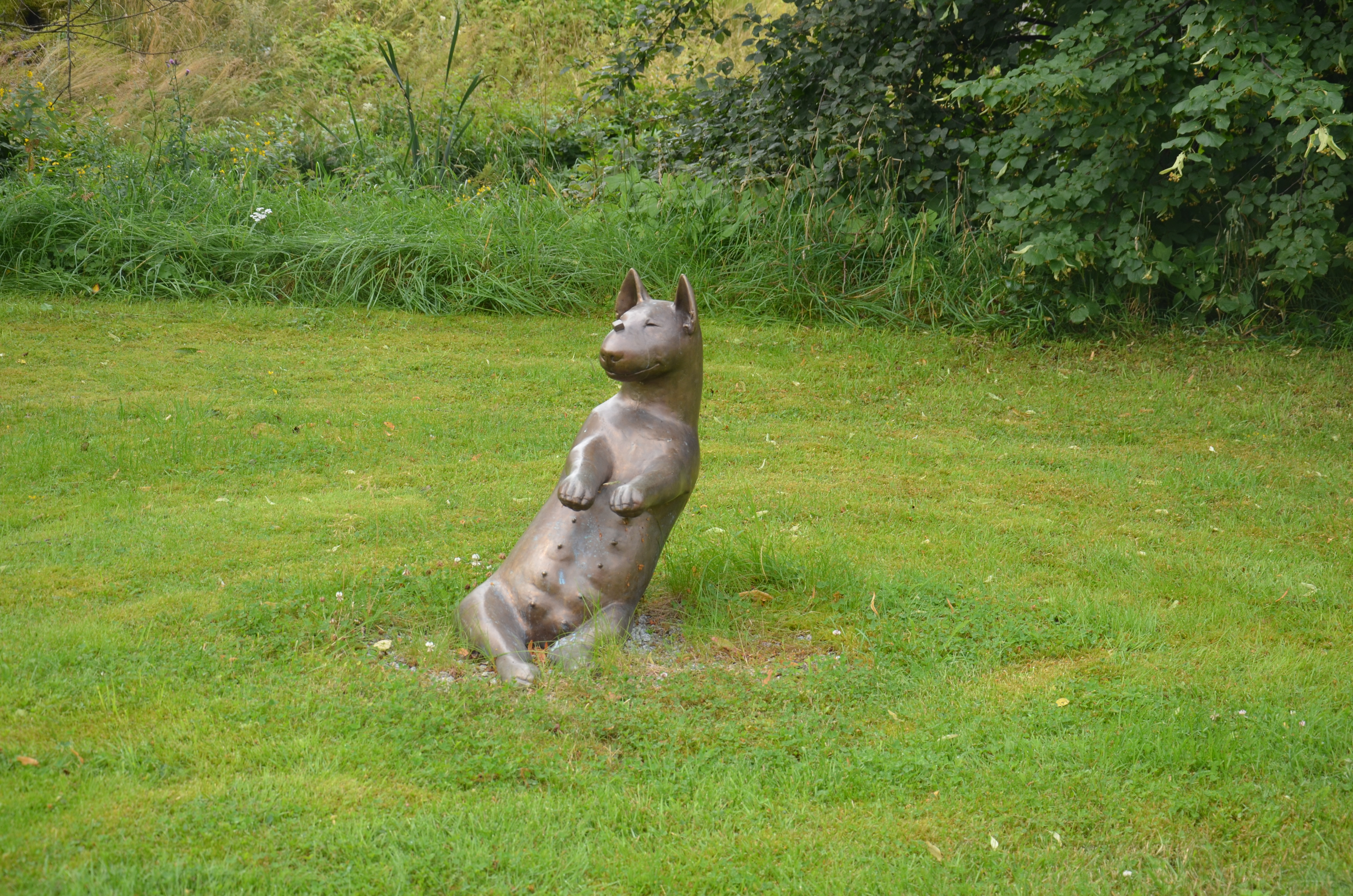